# David Masuka
David Masuka (död 1950) var en gruvarbetare från dåvarande Rhodesia som under arbete i Sydafrika kom i kontakt med sioniströrelsen, ordinerades till pastor och 1922 grundade Zion Apostolic Church i Bikita, Zimbabwe. Masuka ska, enligt dem, ha utfört många olika under som att hela sjuka, driva ut onda andar och nedkalla regn.
Efter Masukas död gjorde flera biskopar anspråk på att ta över ledningen av kyrkan som därför kom att splittras upp i flera konkurrerande kyrkor med samma (eller snarlika) namn. Majoriteten av församlingarna (med uppskattningsvis 5000 medlemmar tillsammans) följde biskop Makamba, omkring 2000 följde David Masukas son med samma namn. Andra samlades under biskoparna Sharara, Kudzerema, Mutingwende eller Mufundirwa. De två sistnämnda bildade  1959 Zion Church of God. 